# Assarpai
Assarpai (práno též Assarpaï) je opera českého skladatele Františka Neumanna. Německé libreto k ní napsal Richard von Hartwig podle básně Ernsta von Wildenbrucha (1845–1909) Dcera Inkova (Die Tochter des Inka), což je fiktivní romantický příběh inspirovaný dobytím Incké říše španělským conquistadorem Franciscem Pizarrem. Opera měla premiéru 17. dubna 1898 ve Vévodském dvorním divadle v Brunšviku.
Neumannova opera neměla velký ohlas, avšak s odstupem byla uvedena rovněž v Berlíně (17. listopadu 1906). Roku 1898 bylo vydáno rovněž její libreto a klavírní výtah (nakladatelství Köhler, Charlottenburg).
Jen o pár dní dříve, 6. dubna 1898, měla v Gothě premiéru opera se stejným jménem a na stejný námět Ferdinanda Hummela, který měl o pět let dříve fenomenální úspěch se svou veristickou aktovkou Mara. O jedno dějství kratší libreto k jeho opeře Assarpaï napsala Dora Dunckerová. Ani Hummelova verze se však neprosadila.

## Osoby

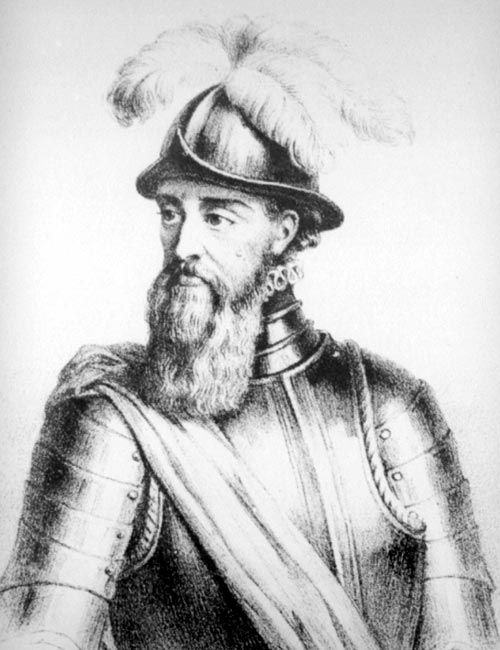
Francisco Pizarro, rytina

- Inka, vládce Incké říše Tawantinsuyu
- Assarpai (Assarpaï), jeho dcera
- Francisco Pizarro, dobyvatel Incké říše
- Don Alonso, Pizarrův důstojník
- Don Diego, Pizarrův důstojník
- Don Hernando, Pizarrův důstojník
- Biskup otec Vincente de Valverde
- Manelo Serra, španělský kyrysník
- Herald
- Filippo, Indián v Pizarrových službách
- Posel
- Incký voják
- První voják
- Druhý voják
- Třetí voják
- Donna Sol (němá role)
- Papoušek
- Tanečníci, tanečnice, sluneční panny a kamayokové, inčtí válečníci, španělští válečníci, mnichové, svatební hosté a přihlížející v kostele[4]

## Děj opery

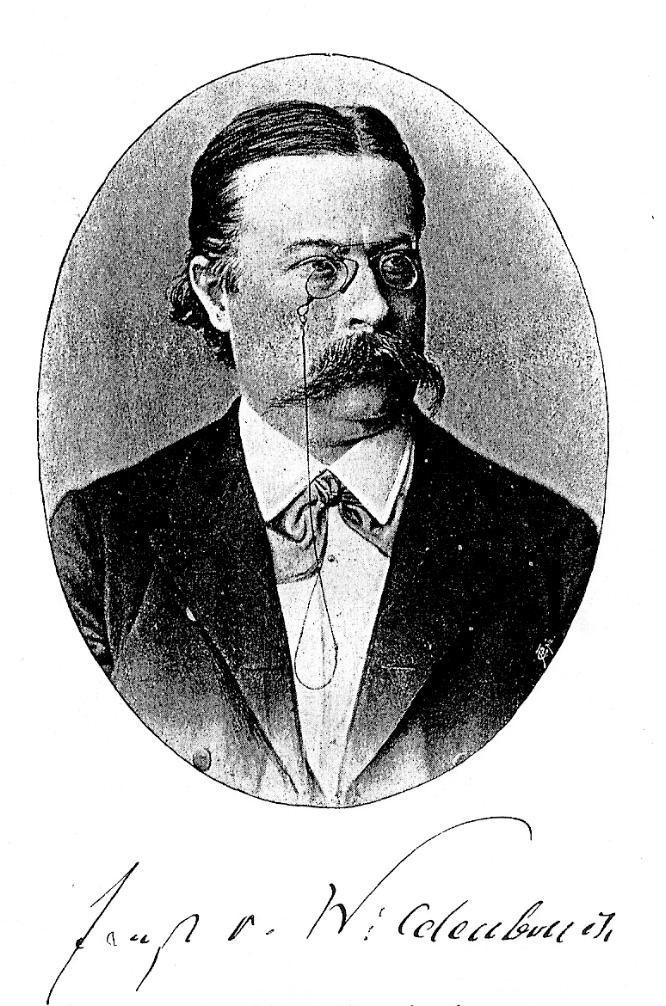
Autor předlohy k opeře Assarpai, básník Ernst von Wildenbruch

Odehrává se ve 30. letech 16. století na pobřeží Peru a v Cuzcu.

### 1. dějství
(Posvátný háj před chrámem slunečního boha Intiho) Inka ve zbroji se loučí se svou dcerou Assarpai, neboť táhne do boje proti španělským dobyvatelům. Assarpai slibuje, že se bude ke slunečnímu bohu modlit za jeho vítězství (duet Lebe wohl mir, Kind, geliebtes). Pak Inka odchází v čele svých bojovníků (sbor Muschlhörner rufen zum Streit). Zatímco její oblíbený papoušek poletuje a vyvolává její jméno, Assarpai obětuje soše Intiho a prosí ho o ochranu Incké říše (árie Ja, du bleibst allein mit mir… Inti, Inti! Gotte der Sonne!).
Z háje se vynoří Alonso, voják z Pizarrova vojska, kterého sem dovedla cesta, když v pralese zabloudil. Assarpai jej má za boha, nebo alespoň za božího vyslance. Alonso ji žádá o pomoc, aby se mohl navrátit ke svým druhům. Když se Assarpai dozví, že Alonso je španělský conquistador, je zděšena, ale Alonso ji ujišťujea svádí. Pak se s Assarpai ukryjí před přicházejícími dívkami (duet Fürchte nicht, du holdes Wesen! … Bin ein span'scher Conquistador! … Laß den Männern Kampf und Streit!). Sluneční panny přinášejí obětiny Intimu (sbor Into, Inti, Gott der Sonne!).
Alonso a Assarpai se vracejí z lesa, kde Inkova dcera švarnému důstojníkovi „dala všechno“. Assarpai vypráví o původu rodu Inků, dětí boha Slunce Intiho, a o záhubě, která má celou říši postihnout po smrti posledního z nich (árie Einst kamen in dies Land die Huirakotschas). Má předtuchu, že k zániku říše dojde její vinou. Poté si s Alonsem slibují lásku až do hrobu. Assarpai mu ukazuje cestu směrem ke španělskému ležení. Alonso jí slibuje, že na ni nezapomene, a děkuje jí za projevenou lásku (duet Ich gab dir Alles, dich zu retten… O Wonne, o süße Seligkeit!).

### 2. dějství
(Pizarrův vojenský tábor na pobřeží) Kyrysník Manelo Serra podává Pizarrovi hlášení o katastrofě, která postihla oddíl vyslaný do boje proti Inkovi – až na něj samotného všichni zahynuli, když na ně Inkovi bojovníci svrhli v soutěsce kameny (zpěv So ist denn Wahr die trübe Kunde). Pizarro se radí se svými důstojníky o dalším postupu. Don Diego radí nevydávat se všanc značné přesile a vyčkat posil z Panamy, ale pro Pizarra nepřipadá v úvahu, aby španělský dobyvatel ustoupil indiánským psům. Ostatní souhlasí, že se boje nebojí, a Pizarro je propouští, aby popřemýšlel nad způsobem, jak Inku přemoci. Zuří, že celá země se mu klaní, jen Inka nikoli (árie Alles Land ist mir gehorsam).
Filippo, indián v Pizarrových službách, mu radí lest: Inka má jedinou, nade vše milovanou dceru Assarpai. Pokud se jí Španělé zmocní, snadno donutí Inku k povolnosti (zpěv Willst du den Inka zwingen). Pizarrovi se nápad líbí, stejně jako Filippův návrh vyhlásit, že kdo ze španělských vojáků Assarpai zajme, bude královsky odměněn.
V táboře se setmí a Španělé popíjejí a dávají se do tance s nevěstkami (sbor Lustig, ihr Brüder! Die Nacht bricht herein! a balet – čtverylka). Pak hrají v kostky o již bohatou kořist. Manelo Serra sází všechno a prohrává, ale nedělá si z toho hlavu: budou další příležitosti ke zbohatnutí (karetní scéna Manela Serry a sboru Den Becher geleert, den Becher gefüllt).
Rozednívá se a vojáci se shromažďují k rannímu nástupu. Herold prohlašuje jménem krále, že kdo přivede Inkovu dceru, může si zvolit za manželku dívku ze staré kastilské šlechty. Alonsa to láká, ale tíží ho slib daný Assarpai. radí se s dominikánským páterem Vincentem de Valverde, který ho přesvědčí, že slib daný pohance neplatí, ba je sám hříchem, který je třeba odčinit přispěním k obrácení pohanů ke křesťanství. Alonso děkuje za rozhřešení  hlásí se, že provede čin požadovaný Pizarrem.

### 3. dějství

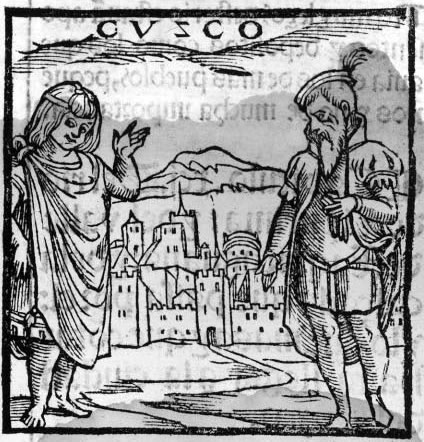
Cuzco na rytině z roku 1553

(1. obraz – stejná scéna jako v 1. dějství) Assarpai trpí nešťastnou láskou k Alonsovi (árie Ach, ich kannte keine Klage). Křik papouška ji vyruší z rozjímání a vzápětí ji překvapí tři Španělé. Alonso stojí poblíž, ale když se k němu Assarpai obrací o pomoc, jen mlčky přihlíží. Zlomená Assarpai se nechává bez odporu spoutat a odvést.
(2. obraz – stejná scéna jako v 2. dějství) Pizarro s důstojníky se připravují k oslavě, když se objeví loď. Ze Španělska se vrací Pizarrův důstojník don Hernando, který přináší pozdrav císaře Karla a jmenování Pizarra místokrálem celé země. Vojáci mu provolávají slávu. S méně potěšující zprávou přichází posel od Inky. Toho Pizarro vyslal, aby Inku přinutil k poddání se, jinak že bude Assarpai jako kacířka upálena. Avšak Inka vzkázal, že otce by mohl svou hrozbou přemoci, leč krále ne: on i jeho dcera Pizarrem pohrdají.
Assarpai je tedy vedena na hranici. Vincente de Valverde ji vyzývá, aby se odřekla pohanství a přijala Krista, ale Assarpai má jen opovržení pro boha, který schvaluje Alonsovu zradu. Místo toho se modlí k Pačakamakovi, stvořiteli světů (modlitba Patschakamak, Welten Schöpfer). Za zpěvu mnichů a křiku papouška je odvedena na hranici.

### 4. dějství
(Interiér katedrály v Toledu) Nyní již biskup Vincente de Valverde má oddávat Alonsa s doňou Sol. Svatební průvod přichází za zpěvu Kyrie eleison. Biskup odříkává oddací formuli. Tu se z davu vynoří Inka zahalený v plášti. Alonso jako by slyšel papouška volat Assarpaiino jméno a zjeví se mu obraz Assarpai umírající na hranici. Alonso proklíná biskupa za jeho pokryteckou radu a sám se ve výčitkách svědomí probodne. Inka i lid v katedrále komentují, že na zrádce Alonsa dopadla božská pomsta (finále Kyrie eleison… Assarpaï! Assarpaï! … Allgerecht ist Gottes Wille).